# Mój drogi bracie...
Mój drogi bracie... (jap. おにいさまへ… Oniisama e...) – manga autorstwa Riyoko Ikedy. Została również zaadaptowana jako anime, emitowane w telewizji w latach 1991–1992. Angielski tytuł „Brother, dear brother” został nadany przez zachodnich fanów.
Główną bohaterką jest Nanako Misonoo, szesnastolatka, która właśnie dostała się do prestiżowego liceum. Swoje życie opisuje w listach, które pisze do poznanego kiedyś studenta, nazywanego przez nią „braciszkiem”.
Seria porusza dość poważne tematy, takie jak narkotyki, zaburzenia psychiczne, rozwody, samobójstwa czy miłość lesbijska. Z tego względu w krajach zachodnich była mocno cenzurowana, w wersji francuskiej skrócono ją niemal o jedną trzecią.
W Polsce manga ta została wydana w 2014 roku pod nazwą Mój drogi bracie... przez Japonica Polonica Fantastica, w cyklu wydawniczym Mega Manga.

## Fabuła
Historia obraca się wokół Nanako, która poznaje uczniów swojej nowej szkoły i odkrywa ich tajemnice. Już pierwszego dnia zaprzyjaźnia się z Shinobu Mariko, która wprowadza ją w szkolne realia. Od niej Nanako dowiaduje się o trójce uczennic, będących idolkami reszty szkoły – przewodniczącej szkolnego klubu dla wybranych – Fukiko Ichinomi, cichej i tajemniczej Rei Asace oraz powracającej do szkoły po ciężkiej chorobie sportsmence – Kaoru Oriharze. Stopniowo Nanako, zostaje uwikłana w nie do końca dla niej jasne relacje łączące całą trójkę. Zostaje członkinią elitarnego szkolnego klubu – Sorority, zaprzyjaźnia się z Rei oraz poznaje sekrety związane z nimi oraz własną rodziną.